# Ana Radišić
Ana Radišić (Rijeka, 4. srpnja 1988.) je hrvatska novinarka, televizijska voditeljica i podcasterica.
Diplomirala je na Pravnom fakultetu u Rijeci 2018. godine, no karijeru je započela ranije, na Kanal Ri 2008. godine. Ubrzo nakon toga postala je zaštitno lice CMC televizije, a od travnja 2018. godine postaje voditeljica emisija Exkluziv i Top.HR na RTL-u i RTL 2.  Nakon pet godina, 2023. godine, Ana Radišić napušta RTL. 
Osim rada na televiziji, započela je s vlastitim podcastom Ana Radišić Podcast, gdje razgovara s inspirativnim gostima iz različitih sfera života, uključujući umjetnike, sportaše i poduzetnike.
Kroz svoju karijeru, Radišić je poznata i po vođenju raznovrsnih programa i događaje, uključujući humanitarne akcije i dodjele nagrada kao što je Top.HR Music Awards od 2020. do 2023. godine.

## Vanjske poveznice
- Youtube kanal podcasta Ane Radišić